# Hästhagen
Hästhagen est une localité de Suède dans la commune de Nacka située dans le comté de Stockholm.
Sa population était de 492 habitants en 2019.